# Feuerwehr in Bayern
Das Feuerwehrwesen in Bayern ist ähnlich wie in anderen deutschen Ländern organisiert. Als Symbol für die bayerischen Feuerwehren dient das Bayerische Feuerwehrwappen, das in dieser Form seit dem Jahr 1947 verwendet wird. Nach Art. 30 GG und Art. 70 GG liegt die Gesetzgebungskompetenz bei den Ländern. Gemäß Art. 83, Abschnitt 1 der Bayerischen Verfassung obliegt die Aufgabe „Feuerschutz“ den Gemeinden. Die Schaffung einer Einrichtung für „Feuersicherheit“ ist zudem Aufgabe der Gemeinden gemäß Art. 57, Abs. 1 der „Gemeindeordnung für den Freistaat Bayern“. Die Landkreise haben hier weitere Maßnahmen zu treffen im Sinne des Art. 51, Abs. 2 der „Landkreisordnung für den Freistaat Bayern“. Das Bayerische Feuerwehrgesetz (BayFwG) und die Verordnung zur Ausführung des Bayerischen Feuerwehrgesetzes (AVBayFwG) sind die rechtlichen Grundlagen für das Feuerwehrwesen in Bayern.

Bayerisches Feuerwehrwappen

## Organisation

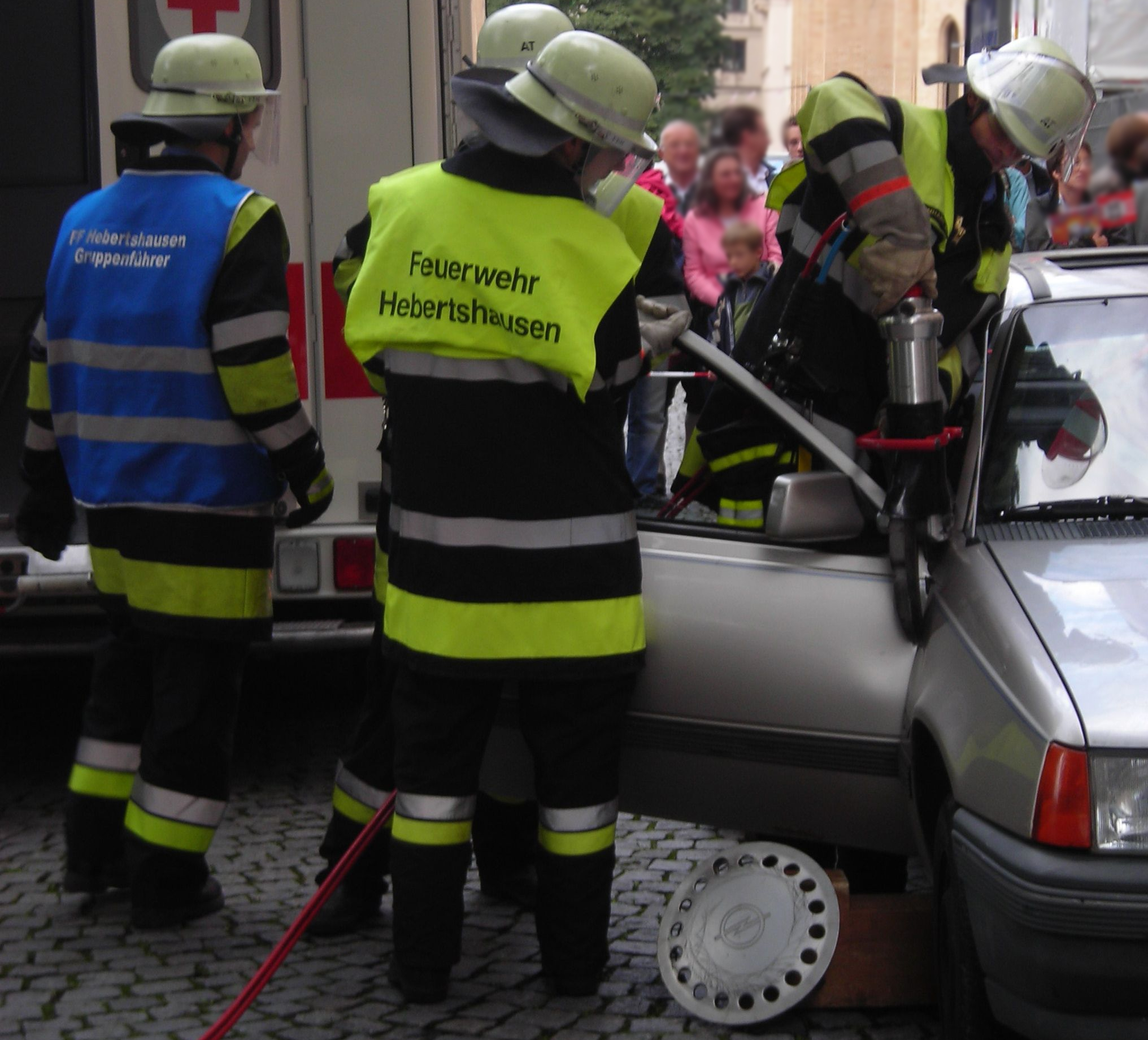
Freiwillige Feuerwehr Hebertshausen mit Gruppenführer bei einer Vorführung

In Bayern liegt die Organisation und Aufstellung der öffentlichen Feuerwehren primär bei den Gemeinden. So bestimmt Art. 4 Abs. 1 Satz 2 BayFwG: „Die gemeindlichen Feuerwehren sind öffentliche Einrichtungen der Gemeinden.“ Nach Art. 1 Abs. 1 BayFwG sind der abwehrende Brandschutz und der technische Hilfsdienst eine Pflichtaufgabe jeder Gemeinde. Das jeweils zuständige Landratsamt ist gemäß Art. 110 Satz 1 GO Rechtsaufsichtsbehörde der kreisangehörigen Gemeinde; die Regierung gemäß Art. 110 Satz 3 GO obere Rechtsaufsichtsbehörde. Für die kreisfreien Gemeinden ist die jeweilige Regierung nach Art. 110 Satz 2 GO Rechtsaufsichtsbehörde und das Innenministerium nach Satz 4 obere Rechtsaufsichtsbehörde. Nach Art. 108 GO beraten die Aufsichtsbehörden auch.
Die Landkreise beschaffen, unterhalten oder bezuschussen gemäß Art. 2 BayFwG die „überörtlich erforderlichen Fahrzeuge, Geräte und Einrichtungen“ (ebd.). In jedem Landkreis bzw. jeder kreisfreien Stadt sind als besondere Führungsdienstgrade zu bestimmen (vgl. III. Abschnitt des BayFwG): Kreisbrandrat (KBR) als oberste Führungskraft, Kreisbrandinspektoren (KBI) und Kreisbrandmeister (KBM). Die Landkreise werden zumeist in kleinere Bereiche, sogenannte Inspektionsbereiche eingeteilt. Diese wurden je nach Gegebenheit in den ehemaligen Verwaltungsgrenzen der Altlandkreise vor der Verwaltungsreform 1972, landschaftlichen, regionalen oder anderen Abgrenzungen gebildet. Pro Inspektionsbereich ist ein Kreisbrandinspektor zuständig. Innerhalb dieser Inspektionsbereiche gibt es weitere Unterteilungen in Kreisbrandmeisterbereiche, die innerhalb der Bereiche einer großen Gemeinde oder mehrerer Gemeinden gebildet werden. Selten gibt es auch andere Abgrenzungen. Pro Kreisbrandmeisterbereich ist ein Kreisbrandmeister zuständig. Die besonderen Führungskräfte besichtigen Feuerwehren, gestalten (überörtliche) Übungen bzw. die Ausbildung mit und stehen als Berater den Feuerwehren und der Kreisverwaltungsbehörde zur Verfügung (vgl. Art. 19 BayFwG). Neben den für die Bereiche eingeteilten KBM gibt es auch die Fach-Kreisbrandmeister, die direkt dem Kreisbrandrat unterstellt sind. Diese haben kein Gebiet zu betreuen, dafür ein spezielles Fachgebiet, das sie für den ganzen Landkreis wahrnehmen, z. B. als Kreisjugendfeuerwehrwart, Gefahrgut, ABC-Schutz, Funkwesen oder Atemschutz.
In kreisfreien Städten ist nach Art. 21 BayFwG die Organisation vergleichbar, jedoch gibt es hier keine KBR, KBI oder KBM, sondern den Stadtbrandrat (SBR), Stadtbrandinspektor (SBI) und Stadtbrandmeister (SBM) als Stellvertreter. Sofern keine Berufsfeuerwehr existiert, ist der Kommandant der einsatzmittelstärksten (im Sinne von Art. 16 Abs. 2 BayFwG) Freiwilligen Feuerwehr der Gemeinde Stadtbrandrat (oder im Fall, dass nur eine Freiwillige Feuerwehr existiert, der Kommandant derselben). Der Leiter der Feuerwehr (Kommandant) in kreisangehörigen Großen Kreisstädten führt den Titel Stadtbrandinspektor, dessen Stellvertreter ist der Stadtbrandmeister. Es gilt bei alledem im Detail Art. 21 BayFwG.
Über den Städten und Landkreisen gibt es keine feuerwehrinterne Führungsebene mehr, wie dies in anderen Bundesländern üblich ist. Hier erfolgt die Koordination und Führung nur noch auf der Verwaltungsebene bei den Regierungsbezirken und dem Innenministerium. Das Innenministerium gibt für die Feuerwehren und den anderen Katastrophenschutzorganisationen mit der Brandwacht eine eigene Zeitschrift heraus.
In größeren Städten mit über 100.000 Einwohnern können auch Berufsfeuerwehren gebildet werden. Hier ist der Leiter der Berufsfeuerwehr auch für die Betreuung der parallel existierenden Freiwilligen Feuerwehren zuständig und weisungsbefugt. Berufsfeuerwehren gibt es momentan in Augsburg, Fürth, Ingolstadt, München, Nürnberg, Regensburg und Würzburg.
Den einzelnen Feuerwehren stehen je ein Kommandant und ein stellvertretender Kommandant vor, in Ausnahmefällen auch zwei stellvertretende Kommandanten.  Unterstützt werden diese – je nach Situation in der Gemeinde – durch Gruppenführer oder sogar Zugführer, Jugendfeuerwehrwarten, Gerätewarten, Atemschutzgerätewarten und weiteren Funktionsträgern.
Sind mehrere Freiwillige Feuerwehren in einer Gemeinde aktiv (was aufgrund der Gemeindegebietsreform der 1970er Jahre eher die Regel als die Ausnahme ist) ist der Kommandant mit dem größten Einsatzwert (normalerweise der Kommandant der Feuerwehr des Gemeindehauptortes) automatisch der „Federführende Kommandant“ der Stadt bzw. Gemeinde. Diese Position tritt der gewählte und bestätigte Kommandant der Feuerwehr, die sich durch ihre Mannschaftsstärke und Ausstattung von anderen Feuerwehren im Umkreis abhebt, automatisch an. Vom Amt des „Federführenden Kommandanten“ kann man alleine nicht zurücktreten, bzw. man kann dieses nicht ablehnen. Der federführende Kommandant ist für die Zusammenarbeit aller Stadt- bzw. Gemeindewehren zuständig. Nicht alle Gemeinden lassen die Funktion des federführenden Kommandanten jedoch aktiv ausführen, um eventuellen Unstimmigkeiten zwischen den Feuerwehren vorzubeugen.
Als Ausbildungsgrundlage gelten die Feuerwehr-Dienstvorschriften (FwDV) sowie die Merkblätter und Ausbilderleitfäden, die von der Staatlichen Feuerwehrschule Würzburg herausgegeben werden.
Die Feuerwehrdienstleistenden können verschiedene Dienstgrade führen. Sichtbar werden diese hauptsächlich auf der Uniform getragen.
Nahezu alle Freiwillige Feuerwehren haben zudem einen Feuerwehrverein. Wenngleich rechtlich ein Unterschied zwischen der öffentlichen Einrichtung Feuerwehr und dem Feuerwehrverein besteht, so sind diese meistens vor Ort eine Einheit. Laut Bayerischem Feuerwehrgesetz werden die Einsatzkräfte in der Regel von den Feuerwehrvereinen gestellt, dies ist aber keine zwingende Notwendigkeit. Neben der Aufgabe der Mitgliedergewinnung werden durch Abhalten von Veranstaltungen auch Mittel erwirtschaftet, die der Ausrüstung der Feuerwehren unmittelbar zugutekommen. Dadurch können Feuerwehren insbesondere bei finanzschwachen Kommunen den Standard aufrechterhalten. Viele Feuerwehrvereine verstehen sich darüber hinaus auch als Kulturträger insbesondere bei der Brauchtumspflege.
Die Vereine sind nach den vereinsrechtlichen Grundlagen des Bürgerlichen Gesetzbuches organisiert. Hierzu wurde vom Bayerischen Innenministerium auch eine Mustersatzung herausgegeben. Danach haben die Vereine in der Regel einen Vorsitzenden mit Stellvertreter, einen Schriftführer und einen Kassierer, die den Vorstand bilden (die Vorsitzenden werden daher auch umgangssprachlich oft als Vorstand bezeichnet). Darüber hinaus gibt es die Vorstandschaft, in der neben dem Vorstand auch Funktionen des aktiven Dienstes beinhalten, wie Kommandanten, Gerätewarte, Jugendfeuerwehrwart. Auch Aktiven- und Passivenvertreter sind in der Vorstandschaft, die die Interessen der jeweiligen Mitgliedsstände vertreten sollen.

### Arten und Zahl der Feuerwehreinsätze
Im Jahr 2018 rückten die bayerischen Feuerwehren zu 21.302 Bränden, 118.846 Technischen Hilfeleistungen und 25.062 Falschalarmen, sowie zu 68.437 medizinischen Notfällen aus.

## Verbandswesen
Bayerischer Dachverband der Feuerwehren ist der „Landesfeuerwehrverband Bayern e. V. (LFV Bayern e. V.)“. Dieser hat als Mitglieder neben dem „Werkfeuerwehrverband Bayern e. V.“ und der „Arbeitsgemeinschaft der Leiter der Berufsfeuerwehren Bayern (AGBF Bayern)“ die sieben Bezirksfeuerwehrverbände (BFV). Diese wiederum haben als Mitglieder die in ihrem Gebiet bestehenden Kreisfeuerwehrverbände (KFV). Die Kreisfeuerwehrverbände haben – im Unterschied zu den meisten anderen Bundesländern – als ordentliche Mitglieder die bestehenden Feuerwehrvereine der einzelnen Feuerwehren. Die Kommunen können nur fördernde Mitglieder sein. Die Feuerwehrverbände sind grundsätzlich immer gleich aufgebaut und bestehen neben der Vorstandschaft auch aus den diversen Fachbereichen, bei denen zu den verschiedenen Themen die Feuerwehr betreffend versucht wird Lösungen zu erarbeiten, Position zu beziehen und Einfluss zu nehmen. Dabei wird eng mit Behörden, den kommunalen Spitzenverbänden und anderen Katastrophenschutzorganisationen zusammengearbeitet. Die Jugendfeuerwehr Bayern ist der im LFV Bayern eingegliederte Dachverband der Jugendfeuerwehren. Der LFV Bayern e. V. ist als Landesfeuerwehrverband Mitglied des Deutschen Feuerwehrverbandes (DFV). Das Mitteilungsblatt des LFV Bayern ist die Zeitschrift Florian kommen.

## Feuerwehrschulen
Es gibt insgesamt drei Landesfeuerwehrschulen, die in Bayern als „Staatliche Feuerwehrschulen (SFS)“ bezeichnet werden. Sie liegen in Würzburg (SFS Würzburg), Lappersdorf bei Regensburg (SFS Regensburg) und Geretsried (SFS Geretsried) und unterstehen direkt dem Bayerischen Staatsministerium des Innern und für Integration. Jede der drei Feuerwehrschulen deckt bei den sog. Grundlehrgängen nach Feuerwehrdienstvorschrift 2 (z. B. Gruppenführer, Zugführer, Gerätewarte) ein gewisses Gebiet in Bayern ab. So ist die SFS Würzburg vornehmlich für den Bereich Franken, die SFS Regensburg für Niederbayern und die Oberpfalz und die SFS Geretsried für den Bereich Oberbayern und Schwaben zuständig. Des Weiteren hat jede Feuerwehrschule spezielle Lehrgänge, die nur von der einen angeboten werden und daher Lehrgangsteilnehmer aus ganz Bayern kommen. Die SFS Geretsried ist außerdem noch spezialisiert auf den Gebieten der Katastrophenschutz-Ausbildung und der Ausbildung der Disponenten der Integrierten Leitstelle, da hier die Integrierte Lehrleitstelle (ILLS) beheimatet ist.

## Integrierte Leitstellen
In ganz Bayern wurden bis 2013 die Integrierten Leitstellen (ILS) aufgebaut. Davor wurden die meisten Feuerwehren von der Polizei alarmiert, was teilweise mit Problemen behaftet war. In einigen wenigen Städten gab es auch Feuerwehreinsatzzentralen (FEZ), die die Feuerwehralarmierung übernahmen. In München gibt es seit 1997 eine Integrierte Leitstelle, die von der Landeshauptstadt München (Berufsfeuerwehr München) betrieben wird. Ein Vorteil der ILS ist die einheitliche Rufnummer 112 sowohl für die Rettungsdienst- als auch für die Feuerwehralarmierung. Die alten Rettungsleitstellen mit der Servicenummer 19222 wurden bis 2004 alleine vom Bayerischen Roten Kreuz betrieben; Handyanrufe waren nur mit Vorwahl möglich. Mit der neuen einheitlichen Rufnummer 112 und der Installierung der Integrierten Leitstellen wird der Euronotruf umgesetzt. Die Betreiberschaft der neuen Integrierten Leitstellen ergibt sich aus der Liste der BOS-Leitstellen.
Zur Errichtung und Betreibung der Integrierten Leitstellen wurde in jedem ILS-Bereich ein Zweckverband für Rettungsdienst und Feuerwehralarmierung errichtet, die aus den bestehenden Rettungszweckverbänden hervorgegangen sind. Da die 26 Rettungsdienstbereiche, eingeteilt nach dem Bayerischen Rettungsdienstgesetz (BayRDG) mit den Zweckverbandsgebieten bzw. ILS-Bereichen deckungsgleich sind, war die Umstellung leicht zu vollziehen. Die Zweckverbände für Rettungsdienst und Feuerwehralarmierung werden von den beteiligten Landkreisen und kreisfreien Städten getragen. Die Rettungsdienstorganisationen sind vom jeweiligen Zweckverband per öffentlich-rechtlichem Vertrag mit Aufgaben der Notfallrettung und des Krankentransportes betraut.
Einige Leitstellen haben jeweils eine Unterstützungsgruppe Integrierte Leitstelle (UG ILS) eingerichtet, die bei Großschadenslagen oder hohen Einsatzaufkommen die Disponenten bei der Notrufabfrage unterstützen können. Die Mitglieder dieser UG ILS bestehen aus Freiwilligen der Feuerwehren und der Rettungsdienste und leisten den Dienst ehrenamtlich, bekommen jedoch eine Aufwandsentschädigung. Monatlich ist ein gewisses Ausbildungspensum notwendig, um diesen Dienst ausüben zu dürfen.
Die Landkreise können darüber hinaus Kreiseinsatzzentralen (KEZ) betreiben, die die Nachalarmierenden Stellen (NASt) ersetzen. Diese werden zentral in einem größeren Feuerwehrhaus eines Landkreises bzw. einer Stadt betrieben und können bei Großschadenslagen oder Katastrophenfällen die ILS bei der Disposition unterstützen.

## Unfallversicherung
Für die Versicherung von Dienstunfällen der Bayerischen Feuerwehren ist die Kommunale Unfallversicherung Bayern (KUVB) zuständig, die neben den kommunalen Feuerwehren zusammen mit der Bayerischen Landesunfallkasse alle weiteren staatlichen und kommunalen Institutionen versichert. Eine Feuerwehr-Unfallkasse als alleiniger feuerwehrspezifischer Versicherungsträger wie in anderen Regionen Deutschlands existiert nicht. Die KUVB führt alle auf Bundesebene beschlossenen Unfallverhütungsvorschriften (Abkürzung: GUV-V), Regeln (GUV-R), Informationen (GUV-I) und Grundsätze (GUV-G) ein, deren Einhaltung für die Feuerwehren weitestgehend verbindlich sind. Dachverband auf Bundesebene der KUVB ist die Deutsche Gesetzliche Unfallversicherung (DGUV).

## Überörtliche Einrichtungen
Jeder Landkreis in Bayern hat sogenannte überörtliche Einrichtungen, wie Atemschutzübungsanlagen, Atemschutzwerkstätten oder Schlauchwaschanlagen, die bei größeren Feuerwehren untergebracht werden.
In jedem der sieben Regierungsbezirke hat der Freistaat Bayern zudem je einen Brandübungscontainer stationiert.
Zudem gibt es das Bayerische Feuerwehrerholungsheim in Bayerisch Gmain, das seit 1925 existiert und nur kriegsbedingt seinen Betrieb bis 1950 einstellen musste. Das Feuerwehrerholungsheim wird mittlerweile auch unter dem Namen Gästehaus & Restaurant St. Florian geführt und soll vor allem Feuerwehrangehörigen einen günstigen Urlaub bieten. Unterstützung erhält das Heim vom Verein Bayerisches Feuerwehrerholungsheim e. V., der mit Mitgliedern des LFV Bayern e. V. und des Innenministeriums besetzt ist. Die Immobilie wird dem Verein unentgeltlich vom Freistaat Bayern zur Verfügung gestellt.

## Ausrüstung

### Fahrzeuge
In Bayern werden hauptsächlich Fahrzeuge, die der aktuellen DIN entsprechen, vom Staat gefördert. Daneben wurden im Laufe der Jahre aber auch viele Landesrichtlinien herausgegeben, die die DIN-Normen ergänzt haben: So wurde Ende der 1960er Jahre die Richtlinie für Ölschadensanhänger (ÖSA) herausgegeben. Viele dieser Anhänger sind noch heute im Betrieb, die Staatlichen Feuerwehrschulen bieten auch weiterhin Lehrgänge zur Bedienung dieser Anhänger an. In den 1980er Jahren wurden Gerätewagen Atemschutz/Strahlenschutz (GW-A/S) in einer Landesbeschaffung herausgegeben, mittlerweile wurde eine Baurichtlinie veröffentlicht, die es den Feuerwehren ermöglicht anhand der Landesnorm sich selbst diese Fahrzeuge zu beschaffen. Daneben wurden in Landesbeschaffungen Gerätewagen Gefahrgut (GW-G Bayern), Katastrophenschutzboote (K-Boot) und Arbeitsboote (A-Boot) an die Feuerwehren ausgegeben, die teilweise heute noch im Dienst stehen. In den 1980ern und 1990ern kamen Baurichtlinien für die 1991 aus der DIN-Norm entfallenen Tragkraftspritzenanhänger (TSA) sowie die landesspezifischen Verkehrssicherungsanhänger (VSA) und Mehrzweckfahrzeuge (MZF) hinzu. In den letzten Jahren wurden auch Versorgungslastkraftwagen (V-LKW) und Tragkraftspritzenfahrzeuge-Logistik spezifiziert.

### Software
1993 wurde für alle Feuerwehren Bayerns sowie den Katastrophenschutz allgemein und die alarmierenden Stellen die Software Bayerisches Alarmierungs- und Sicherheitsinformationssystem, kurz BASIS, herausgegeben, die auf der Datenbank Superbase basierte. Mit der Software wurde sowohl die Feuerwehrverwaltung, Alarmplanung und Alarmierung, Katastrophenpläne, Lehrgangsverwaltung und vieles mehr in einer Software abgedeckt. Teilweise wird die Software noch heute verwendet, wird aber schrittweise von anderer Software abgelöst:
- Die Katastrophenschutzstäbe werden zukünftig das webbasierte EPS-Web/K-Plan verwenden (Einsatz Protokoll System, ursprünglich wurde EPSweb für die Polizei entwickelt, siehe auch Polizei-IT-Anwendungen)
- Die integrierten Leitstellen (ILS), die die Polizeidienststellen bei der Alarmierung ablösen, verwenden die Software ELDIS III By
- Die Feuerwehren verwenden für die Feuerwehrverwaltung verschiedene Software-Lösungen. Seitens des Landesfeuerwehrverbands Bayern wird für die Feuerwehren seit 2010 die Software „MP-Feuer“ propagiert.[5]

### Schutzkleidung
In den Anfangsjahren nach dem Zweiten Weltkrieg wurde vom damaligen Landesamt für Feuerschutz, das ab 1970 Landesamt für Brand- und Katastrophenschutz hieß, die Feuerwehr-Schutzkleidung Bayern herausgebracht, die aus einfacher Baumwolle bestand. Mit den späteren Generationen an Schutzkleidung erhielt diese nachträglich die Bezeichnung Bayern 1. In den 1970er Jahren wurde diese durch den Bayern 2 ersetzt. Auch dieser bestand noch aus Baumwolle, hatte jedoch im Brustbereich einen Reflexstreifen und einen Lederschutz auf der Schulter. Erst 1999 wurde dieser durch den Bayern 2000 ersetzt, der auch heute noch vielfach im Gebrauch ist. Dieser entsprach nun den neuen EU-Normen, war schwarz/orange und hatte eine entsprechende Reflexbestreifung. Auch eine Überjacke nach DIN EN 469 wurde herausgegeben, jedoch noch keine Überhose. Mittlerweile ist eine größere Vielfalt an verwendeten Schutzkleidungen in Bayern zu beobachten, insbesondere Schutzkleidungen mit HuPF-Bestreifung lösen mehr und mehr den Bayern 2000 ab.

### Dienstausweise
Ebenfalls wurde 1968 vom damaligen Landesamt ein Muster für einen Dienstausweis herausgegeben. Dienstausweise sind in Bayern aber nur vereinzelt anzutreffen. Die Dienstbücher, kleine Heftchen im DIN-A6-Format, finden dagegen flächendeckend Anwendung. Sie sind eine Art „Lebenslauf“ eines jeden Feuerwehrdienstleistenden, in dem neben persönlichen Daten und einem Lichtbild insbesondere Lehrgänge, Leistungsabzeichen, Ehrungen, Beförderungen, Untersuchungen und weitere Daten geführt werden. Die Dienstbücher existieren größtenteils auch weiterhin neben einer softwarebasierten Verwaltung.

## Katastrophenschutz
In Bayern ist die Leitung des Katastrophenschutzes etwas anders geregelt, als in den anderen Bundesländern. Für die verwaltungstechnische Koordinierung einer Katastrophe ist die „Führungsgruppe Katastrophenschutz (FüGK)“ zuständig, die sich aus Mitarbeitern des Landratsamtes bzw. der kreisfreien Stadt und eventuell Mitarbeitern anderer Behörden zusammensetzt, unterstützt wird sie dabei von der „Kommunikationsgruppe Führung (KomFü)“. Vor Ort als technische Einsatzleitung arbeitet der „Örtliche Einsatzleiter (ÖEL)“. Diese sind vorab bestellt und sind meistens hochrangige Mitglieder der Kreisbrandinspektion oder „Organisatorische Leiter (OrgL)“ einer Hilfsorganisation. Unterstützt werden diese von der „Unterstützungsgruppe Örtliche Einsatzleitung (UG ÖEL)“, die dem ÖEL beim Organisieren von Einsatzmitteln und der Kommunikation zwischen den Einheiten unterstützen. Auch diese werden in der Regel von Feuerwehreinheiten gestellt und sind speziell ausgerüstet.
Für Einsätze mit vermehrtem Auftreten von Verletzten, sogenannte „Massenanfall von Verletzten (MANV)“ gibt es untergeordnet zur Struktur der ÖEL noch die „Sanitätseinsatzleitung (SanEL)“, die sich aus dem OrgL und dem „Leitenden Notarzt (LNA)“ zusammensetzt. Auch die SanEL wird wiederum von einer „Unterstützungsgruppe Sanitätseinsatzleitung (UG SanEL)“ unterstützt.
Im Bereich kerntechnischer Anlagen sind die „Notfallstationen“ stationiert, bei denen eine Vielzahl von Menschen im Falle eines Unglückes dekontaminiert und untergebracht werden können. Dafür werden die in der Nähe befindlichen Feuerwehren und Hilfsorganisationen speziell geschult. Ebenfalls gibt es im Bereich kerntechnischer Anlagen noch das Sirenensignal „Warnung der Bevölkerung“ flächendeckend. In anderen Gebieten Bayerns, die nicht in mittelbarer Lage zu einer solchen Anlage liegen, ist dieses Sirenensignal zumeist aber nicht möglich, da hier die Sirenensteuerempfänger nur das Signal zur Feuerwehralarmierung kennen und eine Nachrüstung nicht aktiv betrieben wird.
Die Aufteilung in Fachdienste wie Sanitätsdienst, Brandschutzdienst, Betreuungsdienst und ABC-Dienst existiert noch, jedoch werden die Fachdienstaufgaben von den im Katastrophenschutz tätigen Organisation intern gehandhabt. Die Katastrophenschutzorganisationen wirken nach Maßgabe der Gesetze nötigenfalls im Zivilschutz mit.
Für größere Einsätze wurden mittlerweile die Hilfeleistungskontingente eingerichtet, die die Notstandseinheiten ersetzen. Diese sind in etwa in Größe einer Abteilung aufgestellt und sollen für überörtliche Einsätze zur Verfügung stehen. In jedem der 96 bayerischen Landkreise wurde ein Hilfeleistungskontingent aus bestehenden Fahrzeugen der Feuerwehren und der Hilfsorganisationen gebildet.

## Feuerwehrhymne
Die Altneihauser Feierwehrkapell’n hat im Jahr 2003 eine Feuerwehrhymne in Anerkennung des Einsatzes der Feuerwehrleute in der ganzen Welt komponiert. Die Hymne hat, im Gegensatz zu anderen Kompositionen des Ensembles, einen durchaus ernsten Charakter und wurde vom Landesfeuerwehrverband Bayern zum Spielen und Singen bei offiziellen Anlässen empfohlen. Die Hymne wurde von mehreren Gruppen interpretiert, darunter die Regensburger Domspatzen und das Heeresmusikkorps IV Regensburg. Da sie Feuerwehrleute in der ganzen Welt ehren soll, wurde sie auch ins Englische übersetzt.

## Auszeichnungen
- Feuerwehr-Ehrenzeichen
- Feuerwehr-Verdienstkreuz
- Ehrenmedaille des Bayerischen Feuerwehrverbandes, verliehen an Privatpersonen und passive Feuerwehrkameraden für ihre Verdienste um die Feuerwehr
- Leistungsprüfung-Die Gruppe im Löscheinsatz
- Leistungsprüfung-Die Gruppe im Hilfeleistungseinsatz
- Bayerische Jugendleistungsprüfung